# Die Walkinder – Children of the Whales/Episodenliste
Die Walkinder – Children of the Whales (jap.クジラの子らは砂上に歌う) ist eine jap. Animeserie die vom 8. Okt. 2017 bis zum 24. Dez. 2017 auf Tokyo MX ausgestrahlt wurde. Das Studio J.C.Staff übernahm die Produktion der Animeserie. Dabei führte Kyōhei Ishiguro die Regie und der Hauptautor war Michiko Yokote. Die Erstausstrahlung in Deutschland erfolge am 13. Mär. 2018 auf Netflix.
Diese Episodenliste enthält alle 12 Episoden der jap. Animeserie Die Walkinder – Children of the Whales.

## Staffel 1
| Nr. | Deutscher Titel                                   | Originaltitel                                                                        | Erstausstrahlung Japan | Deutschsprachige Erstausstrahlung (D) |
| --- | ------------------------------------------------- | ------------------------------------------------------------------------------------ | ---------------------- | ------------------------------------- |
| 1   | Es war unsere ganze Welt                          | 私たちの大事な世界の全てだった (Watashitachi no daiji na sekai no subete datta)      | 8. Okt. 2017           | 13. März 2018                         |
| 2   | Die Verbrecher von Fálaina                        | 鯨の罪人たち (Kujira (Farena) no tsumibitotachi)                                     | 15. Okt. 2017          | 13. März 2018                         |
| 3   | Mir ist diese Welt inzwischen egal                | こんな世界は、もうどうでもいい (Konna sekai wa, mō dō demo ii)                       | 22. Okt. 2017          | 13. März 2018                         |
| 4   | Die Mud Whale und wir werden dem Sand gehören     | 泥クジラと共に砂に召されるのだよ (Dorokujira to tomo ni suna ni mesareru no da yo)   | 29. Okt. 2017          | 13. März 2018                         |
| 5   | Ich will nicht weglaufen                          | 逃げるのはイヤだ (Nigeru no wa iyada)                                                | 5. Nov. 2017           | 13. März 2018                         |
| 6   | Sie könnten morgen jemanden umbringen             | 明日、人を殺してしまうかもしれない (Ashita, hito o koroshi te shimau kamo shire nai) | 12. Nov. 2017          | 13. März 2018                         |
| 7   | Ich will eure Zukunft sehen                       | お前たちの未来が見たい (Omae tachi no mirai ga mitai)                                | 19. Nov. 2017          | 13. März 2018                         |
| 8   | Von dieser Welt verschwinden                      | この世から消えてしまえ (Konoyo kara kie te shimae)                                   | 26. Nov. 2017          | 13. März 2018                         |
| 9   | Ich möchte sehen, was aus eurer Entscheidung wird | 君の選択の、その先が見たい (Kimi no sentaku no, sono saki ga mitai)                  | 3. Dez. 2017           | 13. März 2018                         |
| 10  | Auf zu einer neuen Reise                          | 新しい旅に出るわ (Atarashī tabi ni deruwa)                                           | 10. Dez. 2017          | 13. März 2018                         |
| 11  | Nur ein Traum                                     | 夢の話だ (Yume no Hanashi da)                                                        | 17. Dez. 2017          | 13. März 2018                         |
| 12  | Froh, hier geboren zu sein                        | ここに生まれてよかった (Koko ni umarete yokatta)                                     | 24. Dez. 2017          | 13. März 2018                         |